# Johanna Spycher

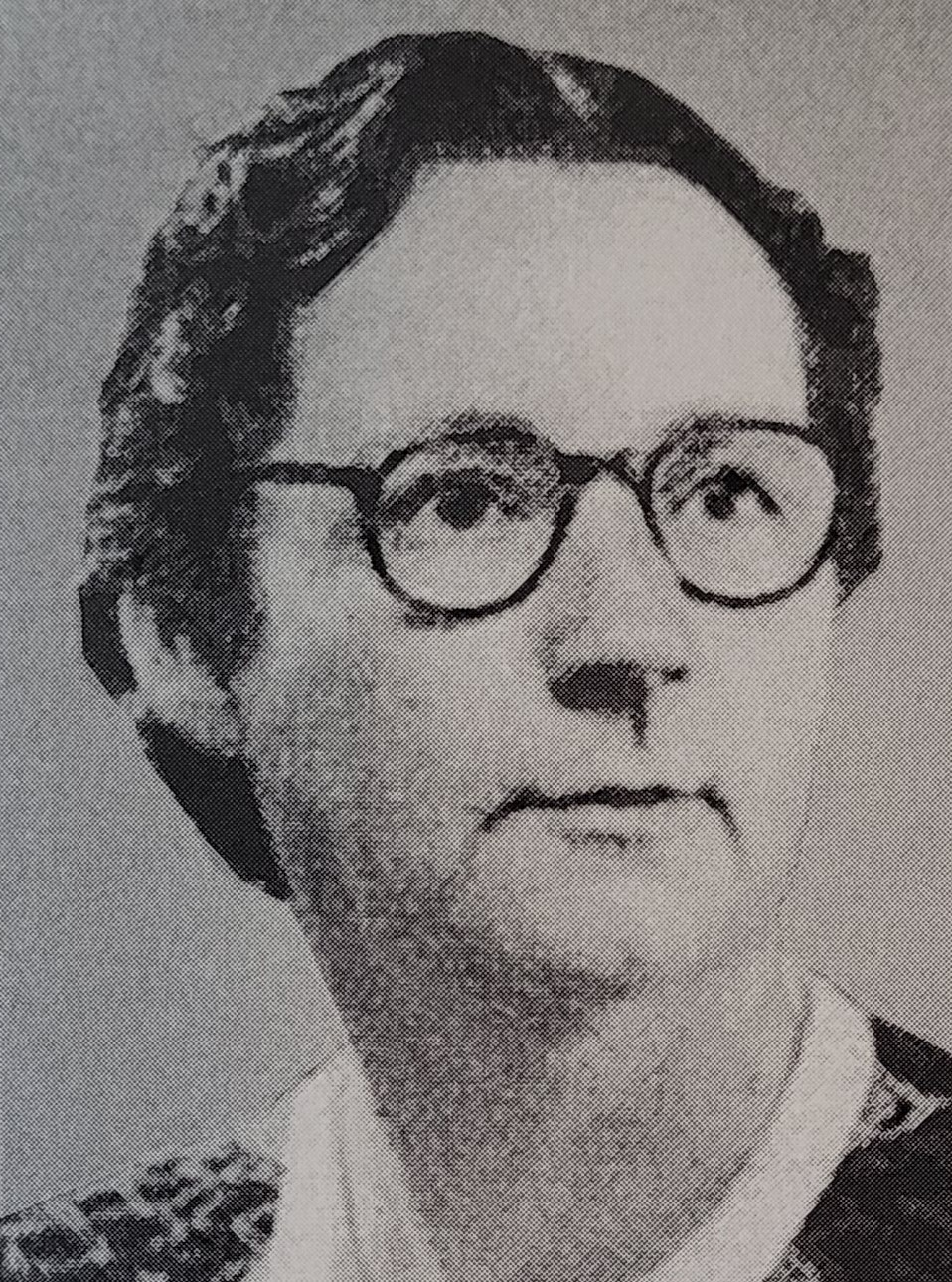
Johanna Spycher (um 1940)

Johanna Spycher (* 1890; † 22. März 1969 in Bern; heimatberechtigt in Gerzensee) war eine Schweizer Chiropraktorin.

## Leben
Johanna Spycher wurde als Tochter des Lehrers und Gemeindeschreibers Gottfried Spycher und der Lehrerin Elise Leu geboren. Sie absolvierte vermutlich die École supérieure de Commerce in La Neuveville. Danach war sie Mitarbeiterin beim späteren Bundesrat Rudolf Minger und wirkte bei den Vorbereitungen der Gründung der bernischen Bauern-, Gewerbe- und Bürgerpartei (1918) mit. 1932 hielt sie sich in Davenport auf. Sie immatrikulierte sich auf Empfehlung von Charles Regli (1896–1968) am 22. Mai 1931 an dem durch Daniel David Palmer gegründeten Palmer College of Chiropractic und graduierte am 26. November 1932 zum D.C. (Doctor of Chiropractic). Am 27. August 1931 wurde sie in die Sorority Sigma Phi Chi aufgenommen.
 

Nach Abschluss ihrer Ausbildung kehrte sie in die Schweiz zurück und praktizierte zunächst in Bern. Auf Wunsch ihrer Patienten praktizierte sie auch in Neuenburg, wurde dort durch den Kantonsarzt angezeigt und erhielt eine Busse von 500 Franken. Auch in Biel, wo sie für 1935 nachgewiesen ist, erhielt sie eine Busse, verlegte dann ihre Praxis nach La Neuveville. In der Verbandszeitschrift ATLAS schrieb Johanna Spycher 1942 rückblickend: 

„Bien souvent je ne voyais pas la fin de mes soucis. Pendant toutes ces années, la menace de poursuites judiciaires pour infraction à la loi sur l'exercice de la médecine était suspendue sur ma tête comme une épée de Damocles prête à m'écraser. Il y eut des moment[s] ou j'avais envie d'abandonner ce travail de pionier pour une occupation simple et sans difficultés. J'enviais alors ma femme de ménage, dont personne ne conteste l'activité et qui peit s'endormir le soir sans avoir à se soucier de ses patients et du travail de la journée.“

Nachdem sie einen Patienten-Verein gegründet hatte, kämpfte sie für die Legalisierung der Chiropraktik im Kanton Neuenburg. Am 28. August 1952 erhielt sie durch die neuenburgische Kantonsregierung eine Genehmigung zur Ausübung der Chiropraktik.
Johanna Spycher trat kurz nach der am 16. Oktober 1932 in Bern erfolgten Gründung der Vereinigung der in der Schweiz praktizierenden Chiropractoren (VSC) bei, verliess diese aufgrund von Spannungen in der Vereinigung nach wenigen Monaten wieder. Sie trat dem VSC später wieder bei und war 1939 interimistische Präsidentin der Vereinigung. Johanna Spycher war erstes Ehrenmitglied der Vereinigung der in der Schweiz praktizierenden Chiropraktoren.
Sie verbrachte ihren Lebensabend gemeinsam mit ihrer Schwester Martha Spycher im Burgerheim im Viererfeld in Bern.